# Kumtich
Kumtich is een dorp in de Belgische provincie Vlaams-Brabant en een deelgemeente van de stad Tienen. In het noorden van de deelgemeente ligt nog het gehucht Breisem. Kumtich was een zelfstandige gemeente tot aan de gemeentelijke herindeling van 1977.

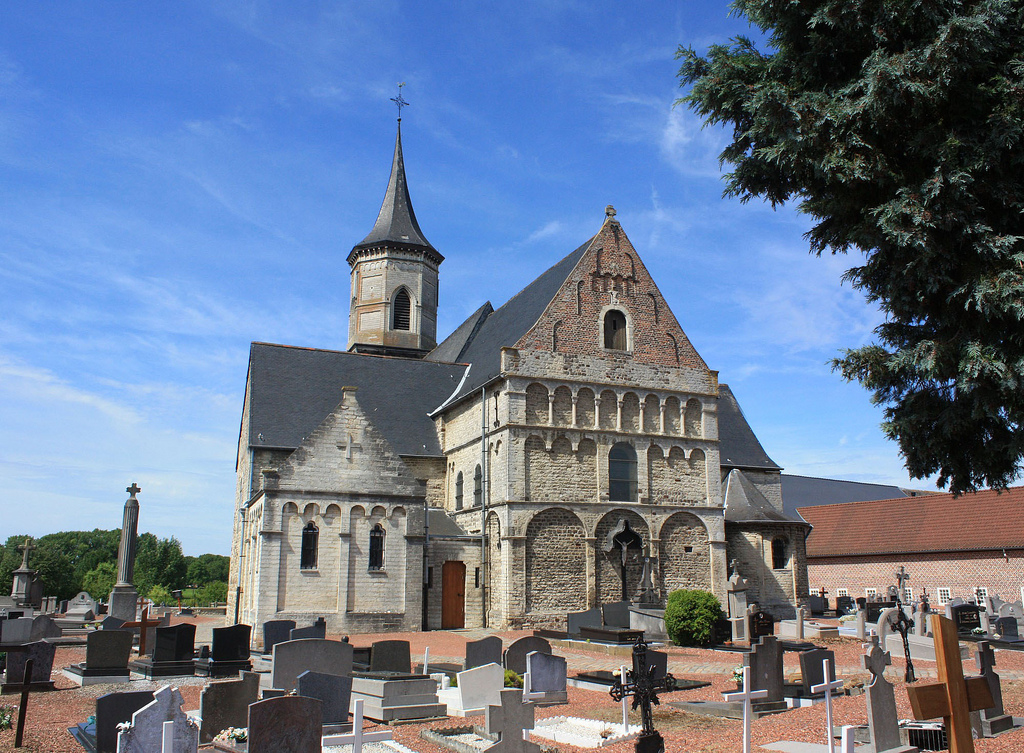
Sint-Gilliskerk

## Toponymie
De naam Kumtich behoort tot de groep nederzettingsnamen gevormd met het Gallo-Romeinse achtervoegsel -acum. Het eerste lid van acum-namen is dikwijls een Romeinse persoonsnaam. Zo is Kumtich te verklaren uit het oudere Comitiacum, met de betekenis "toebehorend aan Comitius". De naam is met de verschuiving van k naar ch te vergelijken met Küntzig in Luxemburg.
De oudst overgeleverde vormen zijn: Compteka (1140 kopie ca. 1265), Comptec (ca. 1150), Contheit (1183), (de) Conteyo (1189) en Cumptich (1212). Vanaf 1947 is de verplichte en gemoderniseerde schrijfwijze Kumtich.

## Geschiedenis
In 1971 fusioneerde Kumtich met de buurgemeente Vissenaken. Sinds 1 januari 1977 is het een deelgemeente van de fusiegemeente Tienen.

## Geografie

### Ligging
Kumtich grenst in het noorden aan Kerkom met het gehucht Bijvoorde en in het oosten aan Sint-Pieters-Vissenaken en Tienen. Oorbeek, Hoegaarden (met het gehucht Sint-Katrien-Houtem) en Meldert vormen de zuidgrens. Voor de fusie kende deze zuidgrens een grillig verloop. Hoegaarden drong met een inham het grondgebied van Kumtich binnen. Anderzijds bezat Kumtich nog een "laarsvormig" gebied tot diep in Hoegaarden, langs de grens met Oorbeek, tot aan de Waversesteenweg. Hoksem behoorde door deze grillige grens deels tot Hoegaarden en deels tot Kumtich. Na de fusie werd de E40 de nieuwe zuidgrens.
In het westen grenst Kumtich aan de gemeente Willebringen. Vertrijk wordt slechts met een smalle strook geraakt. Noordelijk hiervan grenst Kumtich aan Roosbeek met het gehucht Neer-Butsel.

### Hydrografie
Drie waterlopen begrenzen het dorp: de Velpe in het noorden, de Mene in het zuiden en de Kleinbeek in het oosten.

## Bezienswaardigheden
- De Sint-Gilliskerk

## Bekende Personen
- Remi Schrijnen (1921-2006), Vrijwilliger in het Vlaamse Legioen van de waffen SS, gedecoreerd met het Ridderkruis van het IJzeren Kruis.

## Natuur en landschap
Kumtich ligt in de Haspengouw op een hoogte van 58-100 meter. Het hoogste punt is de Kapuin.

## Demografische ontwikkeling
- Bronnen:NIS, Opm:1831 tot en met 1970=volkstellingen; 1976 = inwoneraantal op 31 december
- 1970: Aanhechting van Vissenaken op 1 januari 1971

## Sport
Voetbal
Van 1938 tot 2003 speelde Koninklijke Union Sint-Gillis Kumtich zijn thuiswedstrijden in Kumtich. De ploeg promoveerde in 1999 naar de 1ste provinciale maar degradeerde nadien terug. In 2003 werd besloten de fusie met FC Tienen aan te gaan waarbij de nieuwe club KUSG FC Tienen ging heten. Nadien werd het terrein in Kumtich nog 2 seizoenen gebruikt tot KUSG FC Tienen opnieuw fusioneerde met VW Oorbeek United, wat toen een fusie was van Standaard Neerwinden en Voorwaarts Oorbeek. Hieruit ontstond in 2005 KVV Oorbeek-Kumtich, een club die het uiteindelijk na 3 seizoenen ook weer voor bekeken hield en de fusie aanging met KVK Tienen. Toen werd het terrein gebruikt door de jeugd. Sinds het seizoen 2013-2014 had Kumtich ook weer een mannenvoetbalploeg, Sparta Kumtich-Tienen (het vroegere Sparta Tienen). Maar in 2016 hield ook deze club het voor bekeken. 
In de laatste decennia van de 20e eeuw speelde in Kumtich op eenzelfde terrein de mannenploeg Union Sint-Gillis Kumtich en de damesvoetbalclub Eva's Kumtich. De club klom op tot in de hoogste klasse van het damesvoetbal en won zelfs een landstitel in 2007. In 2018 verhuisden de speelsters naar het terrein in Oorbeek.
Het voetbalveld gelegen in de Sint-Barbarastraat wordt sinds 2018 na de verhuis van DVC Eva's Tienen naar het terrein in Oorbeek niet meer als dusdanig gebruikt. Op deze locatie werd in 2021 een buurtplein geopend, met verscheidene recreatie- en speelmogelijkheden.
Wielrennen
Op 8 augustus 2020 vond de start en finish van de vierde etappe van de Ronde van Vlaams-Brabant plaats in het dorpscentrum van Kumtich. Deze rit werd gewonnen door David van der Poel.

## Mobiliteit
In het dorp is de tunnel van Kumtich gelegen, de eerste spoortunnel in België. Deze was gelegen op spoorlijn 36 (Brussel - Luik) die het dorp doorkruist van west naar oost. Rijksweg N3 verbindt het dorp met Tienen en Leuven.

## Nabijgelegen kernen
Breisem, Roosbeek, Willebringen, Hoksem, Oorbeek, Tienen, Vissenaken